# Norbert Geiger
Norbert Geiger (* 1962 in München) ist ein deutscher Rechtswissenschaftler und Ökonom. Er ist seit 2003 Professor an der Hochschule Biberach für die Fachgebiete Immobilienrecht, Finanzierung und Volkswirtschaftslehre.

## Leben
Geiger studierte zunächst Rechtswissenschaften an der Ludwig-Maximilians-Universität München und der Universität Augsburg. Anschließend war er als Rechtsanwalt mit den Schwerpunkten Immobilienrecht, Wirtschaftsrecht und Vollstreckungsrecht tätig. 1990 wurde er mit der Arbeit Die Rolle der Geldpolitik in einem Konzept staatlicher Globalsteuerung – eine kritische Würdigung des Bundesbankgesetzes aus keynesianischer und monetaristischer Sicht. in Augsburg zum Dr. iur. promoviert und wirkte anschließend im Kreditbereich einer Münchner Bank. Außerdem war er als Prokurist und Bereichsleiter bei verschiedenen Unternehmen tätig. Nach einem Studium der Betriebswirtschaft und Volkswirtschaft an der FernUniversität in Hagen wurde Geiger mit der Arbeit Globalisierung, Integration und effiziente Finanzpolitik in Europa in Hagen zum Dr. rer. pol. promoviert.
Im Jahre 2002 wurde Geiger Lehrbeauftragter an der Fachhochschule Coburg und übernahm im Wintersemester 2003 zudem eine Professur im Fachbereich Betriebswirtschaft an der Hochschule Biberach für die Fachgebiete Immobilienrecht, Finanzierung und Volkswirtschaftslehre. Er engagiert sich zudem als Studienleiter für die MBA-Ausbildung und wurde zum Wintersemester 2013 Dekan der Fakultät Betriebswirtschaft (Bau und Immobilien).
Norbert Geiger ist Mitherausgeber des 768-seitigen Standardwerkes Internationales Immobilienmanagement.

## Schriften
- Volker Arnold und Norbert Geiger Volkswirtschaftslehre. Theoretische Grundlagen und Wirtschaftspolitik, Vahlen Verlag, Auflage: 2., neubearb. u. erw. A. (Dezember 2006), ISBN 3-8006-3355-8
- Volker Arnold und Norbert Geiger Volkswirtschaftslehre, Vahlen Verlag, Auflage: 1 (2007), ISBN 3-8006-2014-6
- Hans Mayrzedt, Norbert Geiger, Eckhard Klett, Thomas Beyerle, Gisela Götz: Internationales Immobilienmanagement: Handbuch für Ausbildung, Weiterbildung und Praxis, CH Beck 2007, ISBN 3-8006-3424-4